# Малколм Єнг
Малколм Йон Матарр Єнг (швед. Malcolm John Matarr Jeng, нар. 9 березня 2005, Стокгольм, Швеція) — шведський футболіст, захисник французького клубу «Реймс».

## Ігрова кар'єра

### Клубна
Малколм Єнг починав займатися футболом в столичних клубах. У 2021 році він приєднався до молодіжної команди клубу «Сіріус». 29 квітня 2023 року у матчі чемпіонату Швеції проти АІКа Єнг дебютував на професійному рівні.
У наступному сезоні ім'я Єнга було пов'язане з його потенційними переходами до клубу МЛС «Цинциннаті» або до німецького «Ганновер 96». Але футболіст залишився в Швеції і за результатами сезону був визнаний кращим гравцем сезону 2024 року.
12 січня 2025 року Єнг перейшов до французького «Реймса». Цей трансфер деякий час був рекордним для «Сіріуса», поки клуб з Уппсали не продав свого гравця Юсефа Салеха до «Кардіфф Сіті».

### Збірна
6 листопада 2024 року Малколм Єнг дебютував у складі молодіжної збірної.